# 清远体育中心
清远体育中心，前称清远奥林匹克体育中心，是广东省清远市的一座大型体育场馆，位于广东省职业教育城内，是清远市为承办2022年广东省第十六届运动会而建设的主场馆，总面积约60.8公顷，总投资约24.7亿元，包括一座30000座位的体育场，一座9000座位的甲级体育馆、一座2000座位的游泳馆和户外体育公园。

## 简介
清远体育中心采取“定配建”的模式建设，由央企保利发展控股负责建设及运营，同济大学建筑设计研究院负责项目设计，设计方案以“凤舞绿都”为立意，以清远的别称“凤城”为设计灵感，三个主要场馆单体自东向西弧线形布置，东西横贯两个地块，形如一只扶摇而上的凤凰。以体育场为“凤首”，前面的广场称作“凤冠广场”，体育馆和游泳馆前广场称作“凤翎广场”，中间的连廊被命名为“凤羽桥”。
2019年9月28日，清远市奥林匹克体育中心项目举行奠基仪式，2020年10月13日，中建八局承建的体育场项目正式完成体育场钢结构封顶。2020年10月，上海宝冶承建的体育馆及游泳馆实现钢结构全面封顶。2022年5月21日，清远体育中心举行首场赛事——广东省第十六届运动会田径测试赛，2022年6月3日起，清远体育中心正式对外试运营。

## 主要设施

### 体育场
体育场建筑面积约5.6万平方米，共5层高，46.3米，运用了代表着活力和热情的红色调，整体呈不规则马鞍形，外形由57片“花瓣”围拢而成，营造出“凤翎”的视觉效果，场内设有30059个观众坐席（28717个固定座位、57个残疾人座位、1100个包厢座位、185个贵宾座位），配有11间VIP包间，内场及副场均建有国际标准天然草坪足球场及400米跑道。

### 体育馆
建筑面积约3.5万平方米，运用了代表庄重与温暖的黄色调，馆内最大跨度84米，室内采用可拆装式体育木地板，设有7000多个常规座位和近2000个可移动座位。

### 游泳馆
建筑面积约2.2万平方米，分为地下一层，地上三层，运用了代表水体和天空的蓝色调，设有一个国际标准10道游泳比赛池、一个5道训练池、一个儿童戏水池，以及约2000个固定座位。场馆最大特色为采用可开合活动屋面单元设计，开合跨度宽达24米，5分钟内即能实现室内与露天泳池的切换。

### 户外体育公园
包括室外网球场、5人制足球场、室外篮球场、户外排球场等，环形慢跑道、自行车道及休闲步道穿插其中。